# 정경호 (1987년)
정경호(1987년 1월 12일 ~ )는 대한민국의 전 축구 선수로서 선수 시절 당시 포지션은 미드필더이다. 은퇴후 K리그2 안산 그리너스 FC의 U-12팀 코치 - 시흥첼시 (U-12) 코치 - 청룡 (U-15) 코치를 지나 현제는 정경호축구클럽 운영중

## 클럽 경력
2006년 신생팀인 경남 FC에 입단하여 프로 경력을 시작하였다. 2006년 3월 26일 열린 대구 FC와의 경기에서 프로 데뷔골을 기록했다. 그후 2008년에 전남 드래곤즈로 이적하기 전까지 리그 39경기에 출전하여 1골을 기록했고 전남에선 2시즌 동안 9경기에 출전하여 1골을 기록했다.
2010년, 군복무를 위해 상주 상무에 입단하였다. 2011년, 군 복무가 끝나고 원 소속팀인 전남 드래곤즈로 돌아왔다.
2012년에는 제주 유나이티드에서 뛰었고 2013년부터 2014년까지 광주 FC에서 뛰었으며 2015년부터 2016년까지 내셔널리그 울산 현대미포조선 돌고래에서 뛰며 소속팀 현대미포조선의 역사상 마지막 우승에 일조했다.
2017시즌을 앞두고 신생팀인 안산 그리너스 FC의 창단 멤버로 합류하며 프로 무대에 복귀했다. 2017년 6월 11일에 열린 경남 FC와의 리그 경기에서 안산 이적 후 첫 골을 기록했다.

### 지도자 경력
2017시즌 이후 현역에서 은퇴했다. 은퇴 이후 소속팀이었던 안산 그리너스 FC의 U-12팀 코치로 부임했었다. 지금은 화성 새솔동에서 정경호 축구클럽 운영중이다.

## 수상 내역

### 클럽

#### 울산 현대미포조선 돌고래
- 내셔널리그
  - 우승 1회 : 2016